# 品田美穂
品田 美穂（しなだ みほ、1月23日 - ）は、日本の女性声優。新潟県出身。東京俳優生活協同組合所属。

## 略歴
青山学院女子短期大学卒業。talk back出身。
以前はケンユウオフィスに所属していた。

## 人物
声種はアルト。
特技はスコアブック記録。趣味は旅行、映画鑑賞、麻雀、酒場巡り。

## 出演

### テレビアニメ
2012年
- 戦国コレクション（園児）
- 探偵オペラ ミルキィホームズ 第2幕（屋台のおばちゃん）

2013年
- 八犬伝―東方八犬異聞―（村人）

2014年
- サムライフラメンコ（女刑事）
- 世界征服〜謀略のズヴィズダー〜（店主の妻）

2015年
- 銀魂゜（子供）
- SHIROBAKO（おかみ）
- ベイビーステップ（高木〈少年〉、審判、子供）

2016年
- 双星の陰陽師（ケガレ、おばちゃん）

2017年
- 地獄少女 宵伽（平田有紀）

2020年
- 宝石商リチャード氏の謎鑑定（家庭教師 / 稲村智恵子）

### Webアニメ
- ヴァンパイア・イン・ザ・ガーデン （2022年、執政官）
- サイバーパンク エッジランナーズ（2022年、メイルストロム）

### ゲーム
2012年
- 真・三國無双6 Empires（エディット女・古風2） - ダウンロードコンテンツ

2013年
- The Wonderful 101（イモータ）〔ステファニー・ルムラン〕

2015年
- バイオハザード リベレーションズ2（ジーナ・フォリー）

2016年
- エルダー・スクロールズ・オンライン（カジートの戦士 エリフ）

2017年
- ホライゾン ゼロ・ドーン

2017年
- Far Cry 5（メアリー・メイ・フェアグレイブ）

### ドラマCD
- 心臓がふかく爆ぜている（白石）
- スメルズ ライク グリーン スピリット SIDE A（フミ）

### 吹き替え

#### 担当女優
レベル・ウィルソン
- アニマル ー自然界の実力者たちー（ナレーター）
- ザ・ハッスル（ペニー）
- ピッチ・パーフェクトシリーズ（ファット・エイミー）
  - ピッチ・パーフェクト ※ユニバーサル・ピクチャーズ版
  - ピッチ・パーフェクト2
  - ピッチ・パーフェクト ラストステージ

- ペイン&ゲイン 史上最低の一攫千金（ロビン・ペック）

- ブレイン・ゲーム スターの頭脳チャレンジ!（本人[3]）

#### 映画
- 愛とセックス（ナオミ〈アンドレア・サベージ〉）
- アマンダ・ノックス（アーリーン・カーチャー）
- アメリカン・ハッスル（ブレンダ〈コリーン・キャンプ〉）
- ある女流作家の罪と罰（判事〈メアリー・B・マッキャン〉[4]）
- X-コンタクト（スヴェット〈ミラ・ビョルン〉[5]）
- エアフォースワン・ダウン（フランチェスカ・ロメロー〈エミリー・デ・レイヴィン〉）
- オデッセイ（打ち上げ管制官女1[6]）
- オール・ユー・ニード・イズ・キル（軍広報官1[7]）
- オードリーとデイジー（シーラ）
- 遅咲きのボク（ブレンダ〈マリア・ベロ〉）
- カウガールズ・アンド・エンジェルズ
- 顔のないスパイ
- 崖っぷちの男
- カリフォルニア・ダウン
- クリスマス・キャッスル（メイジー〈アンディ・オショウ〉）
- クレイジー・バカンス ツイてない女たちの南国旅行
- クルエラ[8]
- グローリー・ショット～栄光への軌跡～
- クロス・ウォーズ（ライリー〈エイミー・ジェーン〉）
- ゲーム・チェンジ 大統領選を駆け抜けた女
- ゲットバッカーズ
- 現地(にいない)特派員（総務女性）
- コルト45 孤高の天才スナイパー（イザベル〈アリス・タグリオーニ〉[9]）
- GODZILLA ゴジラ（地震に遭った女[10]）
- ゴースト・エージェント/R.I.P.D.
- この世に私の居場所なんてない（アンジー〈リー・エディ〉）
- ゴーン・ガール
- 最初に父が殺された
- ザ・スイッチ
- サニー 永遠の仲間たち（高校時代のキム・チャンミ）
- サバイバル・ソルジャー
- ザ・レジェンド（アニカ〈アノハ・ディアス・ボルト〉）
- シスターズ
- ショートゲーム（ザマ）
- シャークネード エクストリーム・ミッション（メイ〈ボー・デレク〉）
- ジャックはしゃべれま1,000
- SHOOTING シューティング（ジュールズ〈ジェニファー・シドニー〉）
- ジェームス・ブラウン 最高の魂を持つ男
- ショートゲーム（ザマ・ニクサナ）
- スター・トレック イントゥ・ダークネス（ジョディ[11]）
- セキュリティコール（ノックス〈キーラ・ザゴースキー〉）
- 選挙の勝ち方教えます（ラマの飼育員）
- 戦場からのラブレター
- Crouching Tiger Hidden Dragon: ソード・オブ・デスティニー（ツァオ・フェイ〈アレックス・シー〉）
- その女諜報員 アレックス
- ゾンビーワールドへようこそ
- ダーク・フェアリー
- ダウト・ゲーム（ブレイク・キャノン〈グロリア・ルーベン〉）
- 大統領の執事の涙 ※ソフト版
- 007/慰めの報酬（ジェンマ、受付、電話の声、女性メンバー、コンピューターの声）※キングレコード版
- ダンジョンズ&ドラゴンズ/アウトローたちの誇り[12]
- チリ33人 希望の軌跡
- DJにフォーリンラブ（リア〈フィービー・ロビンソン〉）
- デューン 砂の惑星PART2（ベネ・ゲセリット シスター1[13]）
- デンジャラス・バディ（ジーナ）
- トランスフォーマー/ロストエイジ（リポーター③[14]）
- ナチュラル・ボーン・プランクスター～究極ドッキリ作戦（犯人役）
- 7年間（ナタリア〈マルタ・トルネ〉）
- ネイバーズ2（ノーラ〈ビーニー・フェルドスタイン〉）
- 21ジャンプストリート（シュミットの母親）※ソフト版
- 22ジャンプストリート（メルセデス〈ジリアン・ベル〉、シュミットの母親）
- 29歳からの恋とセックス
- パージ
- はじまりのうた（ミリアム〈キャサリン・キーナー〉）※ソフト版
- バッド・シード（ナディア〈ウアシマ・ズローキ〉）
- レッズ ※U-NEXT版
- パラノーマン ブライス・ホローの謎（フーパー保安官〈テンペスト・ブレッドソー〉）
- ハドソン川の奇跡 ※ソフト版
- パパVS新しいパパ
- ピーウィーのビッグ・ホリデー（フレックルズ〈ステファニー・ベアトリス〉）
- ビッグゲーム 大統領と少年ハンター（CIA長官〈フェリシティ・ハフマン〉[15]）
- ビザンチウム
- ビースト・ストーリー 選ばれし勇者
- PRESSURE/プレッシャー（エミリー〈デイジー・ロウ〉）
- ファンタスティック・フォー（女性審査員[16]）
- ポイント・ブランク -この愛のために撃て-（タリン〈テヨナ・パリス〉）
- ぼくとアールと彼女のさよなら
- ホビット 決戦のゆくえ（オルガ[17]）
- ポリス・ストーリー/レジェンド（ポニーの女[18]）
- マーベル・シネマティック・ユニバース
  - キャプテン・アメリカ/ウィンター・ソルジャー（廷吏[19]）
  - マイティ・ソー/ダーク・ワールド（恋人①[20]）
- マイ・インターン（ジュールズの母〈メアリー・ケイ・プレイス〉、ミア）
- マイ・ファニー・レディ（ヴィッキー〈デビ・メイザー〉）
- マジック・マイク XXL
- マッド・スピード
- マッド・ナース
- マレフィセント（洗濯女1[21]）
- ミッドナイト・ガイズ（ニーナ〈ジュリアナ・マルグリーズ〉）
- モンスター上司2（不動産屋、ループ）
- ライフ・アフター・ベス
- ラバランチュラ 全員出動!（テディ〈マリオン・ラムジー〉[22]）
- レプタイル -蜥蜴-（ジュディ〈アリシア・シルヴァーストーン〉）
- レフト・ビハインド（シャスター・カーヴェル〈ジョーダン・スパークス〉）
- LOGAN/ローガン
- ワールド・ウォーZ
- ワン・オブ・アス（エティ）

#### ドラマ
- アメリカン・クライム・ストーリー/O・J・シンプソン事件（ニコール・ブラウン・シンプソン、デール）
- アンフォゲッタブル3 完全記憶捜査
- アガサ・クリスティー トミーとタペンス -2人で探偵を-
- ヴァンパイア・ダイアリーズ8（ジョージー）
- ウルフ教授の科学捜査ファイル（ヴァレリー・キンテ〈ナタリア・テナ〉[23]）
- エレメンタリー2 ホームズ&ワトソン in NY
- オレンジ・イズ・ニュー・ブラック（アライダ・ディアス〈エリザベス・ロドリゲス〉、マリア・ルイズ、シンディ・“ブラック・シンディ”・ヘイズ〈エイドリエン・C・ムーア〉 他）
- 華政ファジョン（永昌大君〈チョン・ジンソ〉）
- 救命医ハンク7 セレブ診療ファイル
- ゲーム・オブ・スローンズ（オシャ〈ナタリア・テナ〉、オバラ・サンド〈ケイシャ・キャッスル＝ヒューズ〉、ウォルダ・ボルトン、ロリス・ストークワース 他[24]）
- GRIMM/グリム
- 恋するインターン（タイラ・デュプレー〈ケリー・マクレアリー〉）
- ゴシップガール（シャン・バーンズ〈グレース・ドゥアー〉）
- サム&キャット
- シカゴ P.D.（エリカ・グラディシャー〈ロビン・ワイガート〉[25]）
- 情熱のシーラ
- シャドウハンター: The Mortal Instruments
- スキャンダル2 託された秘密
- Sense8/センス8（ブラッドリー、818号 他）
- 損するのは嫌だから（チャ・ヒソン〈チュ・ミンギョン〉）
- 大草原の小さな家 シーズン5 #8（シラー夫人〈リサ・ペラ〉）※NHK BS4K版
- ティーン・スパイ K.C.
- トランスペアレント
- トレッドストーン（タラ・コールマン〈トレイシー・イフェアチョア〉[26]）
- 西海岸捜査ファイル グレイスランド シーズン3
- バトル・クリーク 格差警察署（メレディス〈メレディス・イートン〉 他）
- ビッグ・リトル・ライズ（ジョシュ・ライト、エイドリアン・クインラン刑事）
- 火の女神ジョンイ（オ・グッピ）
- THE BRIDGE/ブリッジ
- ブラインドスポット タトゥーの女 ※異なる役で毎回レギュラー出演
- プロディガル・サン 殺人鬼の系譜（ダニ・パウエル〈オーロラ・ペリノー〉[27]）
- HOMELAND
- BONES シーズン8 ※異なる役で毎回レギュラー出演
- マーベラス・ミセス・メイゼル（シャーリー・メイゼル〈キャロライン・アーロン〉、ソフィ・レノン〈ジェーン・リンチ〉、マダム・コスマ）
- マルコ・ポーロ（クトゥルン〈スヒョン〉）
- THE MENTALIST メンタリストの捜査ファイル
- LAW & ORDER:性犯罪特捜班（モニーク・ジェフリーズ刑事〈ミシェル・ハード〉）
- レイブンのウチはチョー大変!（レイブン・バクスター〈レイブン・シモーネ〉）
- 私と彼とマンハッタン（クロエ・クーパー）

#### アニメ
- アーロと少年（テロダクティル〈メス〉）
- アバローのプリンセス エレナ（ルイーサ）
- アルジュンの大冒険〜ドラゴンの戦士たち〜
- インクレディブル・ファミリー
- インサイド・ヘッド（記憶消し女）
  - インサイド・ヘッド2（記憶消しポーラ[28]）
- ヴォルトロン（クロリア）
- 映画マイリトルポニー プリンセスの大冒険（クイーン・ノヴォ）
- カーズ/クロスロード（ミリー）
- ジェイクとネバーランドのかいぞくたち（ベアトリス）
- スペースガーディアン（イオ）
- ダックテイルズ（ミセス・ビークリー）
- ちいさなプリンセス ソフィア（アニヤ王妃、城の白鳥たち、ウィニフレッド、ロージー）
- ハイ・ホー7D（スナジー・シャザーム）
- パラノーマン ブライス・ホローの謎（フーパー）
- プレーンズ（ビアメイド）
- プレーンズ2/ファイアー&レスキュー（バーバラ）
- ベン10 オムニバース（プリンセス・ルーマ 他）
- ミッキーマウス!（子供、受付、ひつじ、おばあさん）
- モンスター・ビーチにようこそ

#### その他
- アプレンティス3/セレブたちのビジネス・バトル（リンダ・マクヒュー）
- ジェイミーの食育革命!in USA
- プロジェクト・ランウェイ（トレイシー・リース、サラ・トロスト）
- プロジェクト・ランウェイ/ティム・ガンに学べ!（カミラ・カスティーリョ、セイ・ジン・オルト、ブリタニー）
- Audible
  - 『親切人間論』水野しず 著
  - 『Q』呉勝浩 著
  - 『爆弾』呉勝浩 著
  - 『ザ・ビジョン [新版] --やる気のつくり方を高め、結果を上げる「求心力」』ケン・ブランチャード、ジェシー・リン・ストーナー 著、田辺希久子 訳
  - 『刑事何森 逃走の行先』丸山正樹 著
  - 『刑事何森 孤高の相貌』丸山正樹 著
  - 『コンプルックス』クノタチホ 著
  - 『それでも女をやっていく』ひらりさ 著
  - 『男性中心企業の終焉』浜田敬子 著
  - 『罪の境界』薬丸岳 著
  - 『マンモスの抜け殻』相場英雄 著
  - 『ひゃっか！』今村翔吾 著
  - 『私の夢は』小川糸 著

### ボイスオーバー
- 奇跡体験!アンビリバボー（フジテレビ）
- 地球ドラマチック（NHK教育） 
  - 「不思議!味覚の世界」（2013年）